# マツダ・ICONIC SP
マツダ・ICONIC SP（マツダ・アイコニック エスピー）は、マツダが制作したコンセプトカー。2023年のJAPAN MOBILITY SHOW（旧・東京モーターショー）で発表された。
水素などさまざまな燃料を使えるロータリーエンジンを利用した2ローターRotary-EVシステムを採用したプラグインハイブリッドカーとなっており、実質的にカーボンニュートラルを達成できるうえに外部への電力供給も可能としている。エンジンを車両中央部に寄せることで低いボンネットを実現しており、車両そのものも低重心で前後で均一な重量配分となっている。ヘッドライトはリトラクタブル方式となっている。